# Nettó jelenérték
A nettó jelenérték számítás (net present value – NPV) a dinamikus beruházásgazdaságossági számítások egyik alapvető eszköze. A beruházások általában egy kezdeti befektetéssel kezdődnek, majd kisebb-nagyobb újabb ráfordításokat igényelnek míg a beruházás megtérülése megkezdődik. A különböző ráfordítások és pénzhozamok azonban nem egy időpontban jelentkeznek, így hagyományosan nem lehet őket összegezni. A nettó jelenérték számítás ezt küszöböli ki, és számításba veszi a pénz időértékét, hogy a beruházásunk megkezdése előtt kiszámolhassuk a várható ráfordítások és hozamok ismeretében a teljes nyereséget. 
Az alkalmazott képlet:
{\displaystyle {NPV}=\sum _{t=1}^{n}{\frac {C_{t}}{(1+r)^{t}}}-C_{0}}
Ahol
t – az adott pénzmozgás időpontja (pl: 3 ha a harmadik évben)
n – a teljes időtáv hossza
r – kamatláb
{\displaystyle C_{t}} – nettó pénzmozgás (a pénz összege) a t időpontban.
{\displaystyle C_{0}} – az a pénzösszeg, melyet a 0 időpontban fektettünk be ( {\displaystyle t} = 0 )
Ha NPV > 0 akkor megvalósíthatjuk a beruházást
Ha NPV < 0 akkor ne valósítsuk meg, mert vagyonvesztéssel jár
Ha NPV = 0 akkor a ráfordításaink egyszer térülnek meg a beruházás hozamaiból